# 平和マネキン
株式会社平和マネキン（へいわマネキン）は、大分県別府市にあるマネキン等を制作している企業。

## 概要
1949年に創業、1957年に株式会社平和マネキンが設立された。日本全国に34か所の支店・営業所を開設すると共にベルギーのジョン・ニッセンマネキン社との合弁会社ニュー・ジョン・ニッセンマネキン社を設立、台湾、上海市にも製造拠点を開設している。
日本マネキンディスプレイ商工組合の会員企業となっている。
2002年頃にアニメ顔のマネキンシリーズ「きゃらもあ2」を生産、その後他社も追随するようになった。
2009年12月にレンタルサービス分野の企業としては初めて社団法人産業環境管理協会よりエコリーフ環境ラベルの認証を受けた。